# Nils Östensson
Nils Holger Östensson  (Transtrand, 29 april 1918 - Risberget, 24 juli 1949) was een Zweeds langlaufer. 

## Carrière
Östensson won tijdens de spelen van 1948 de zilveren medaille op de achttien kilometer achter zijn landgenoot Martin Lundström. Op de estafette won Östensson samen met zijn landgenoten de gouden medaille. Östensson won in 1949 tijdens de wedstrijden van de Holmenkollenschans zowel de 18 als de 50 kilometer. Östensson overleed op 24 juli van dat jaar bij een motorongeluk.

## Belangrijkste resultaten

### Olympische Winterspelen
| Editie | Plaats       | Resultaten        |
| ------ | ------------ | ----------------- |
| 1948   | Sankt Moritz | 18 km · estafette |

### Wereldkampioenschappen langlaufen
| Jaar | Plaats       | Resultaten        |
| ---- | ------------ | ----------------- |
| 1948 | Sankt Moritz | 18 km · estafette |